# Kipangani
Kipangani è una circoscrizione urbana (urban ward) della Tanzania situata nel distretto di Wete, regione di Pemba Nord. Conta una popolazione di 4 241 abitanti (censimento 2012).